# Sneppert
En sneppert er en mekanisk kniv, der tidligere blev brugt til at åbne en vene i forbindelse med åreladning. Snepperten, hvis navn kommer af tysk schnappen, har et lille spidst blad på en arm. Armen er påvirket af en fjeder og holdes tilbage ved en låsemekanisme. Når låsen påvirkes, mens snepperten holdes mod f.eks. en vene i armen, drejer armen hurtigt og knivsbladet stikker hul på venen. 